# 西上坊成汤王庙
西上坊成汤王庙，位于山西省长治市长子县丹朱镇西上坊村，是一处山西省文物保护单位。
2021年8月4日，西上坊成汤王庙公布为第六批山西省文物保护单位，年代为金至元，古建筑类，编号6-163。